# Roman Scandals
Escándalos romanos es una película de 1933 de la era pre-Código. La película es un musical protagonizado por Eddie Cantor, Ruth Etting, Gloria Stuart, Edward Arnold y David Manners; y dirigido por Frank Tuttle. La película presenta números musicales con coreografía de Busby Berkeley. La canción "Keep Young and Beautiful" es de esta película. Además de los actores principales, en los números de baile actúan las Goldwyn Girls (que en esta película incluyen a futuras estrellas como Lucille Ball, Paulette Goddard y Barbara Pepper). El Roman Scandals del título original es una aliteración paródica de Roman Sandals (sandalias romanas).

## Trama
Cuando Eddie, el amable chico de los recados y estudioso de la antigua Roma (Eddie Cantor), se harta de que su West Rome natal (Oklahoma) esté dominada por políticos corruptos, tiene un sueño en el que vive en la Roma Imperial y es vendido, en un mercado de esclavos, al afable tribuno Josephus (David Manners). Eddie pronto descubre que la sociedad romana era tan corrupta como su ciudad y cuando decide hacer algo para remediarlo, se ve implicado en una intriga para asesinar al malvado Emperador Valerio (Edward Arnold).

## Reparto
- Eddie Cantor es Eddie/Edipo.
- las Goldwyn Girls son las esclavas.
- Ruth Etting es Olga.
- Gloria Stuart es la Princesa Sylvia.
- Edward Arnold es el emperador Valerio.
- David Manners es Josephus.
- Verree Teasdale es la emperatriz Agrippa.
- Alan Mowbray es el mayordomo.
- Jack Rutherford es Manius (acreditado como John Rutherford).
- Willard Robertson es Warren Finley Cooper.
- Lee Kohlmar es el tendero.
- Stanley Andrews es el oficial.
- Charles Arnt es Caius, el catador de alimentos.
- Billy Barty es Eddie de pequeño.

## Banda sonora

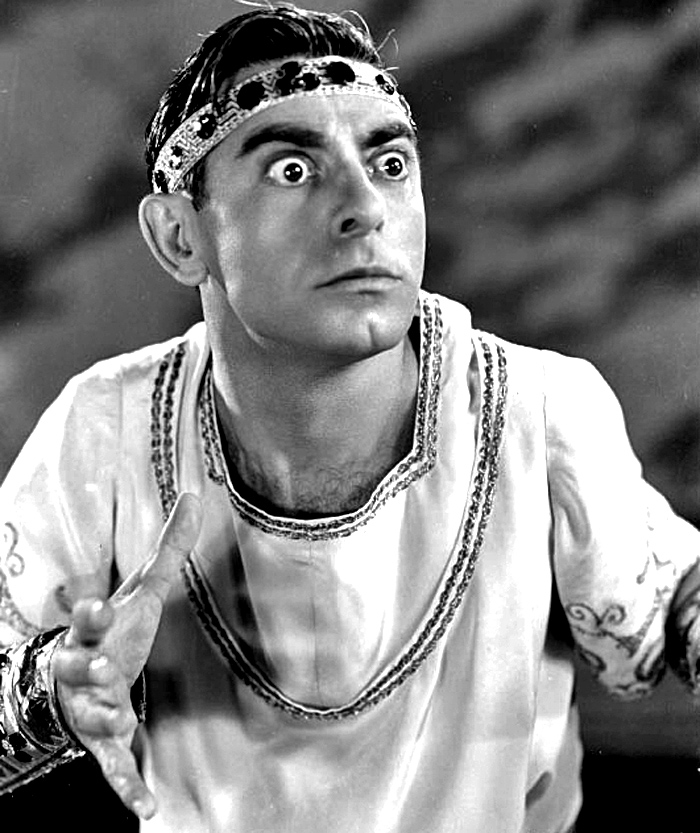
Eddie Cantor como Oedipus en Escándalos Romanos

- "Build a Little Home"

Música por Harry Warren
Letras por Al Dubin
Actuado por Eddie Cantor y coro
Reprised Por Eddie Cantor y coro
- "No More Love"

Música por Harry Warren
Letras por Al Dubin
Cantado por Ruth Etting
Bailado por coro
- "Keep Young and Beautiful"

Música por Harry Warren
Letras por Al Dubin
Actuado por Eddie Cantor con coro
Bailado por coro
- "Put a Tax on Love"

Música por Harry Warren
Letras por Al Dubin
Cantado por Eddie Cantor
- "All of Me"

Música por Gerald Marcas
Letras por Seymour Simons
Cantado por Eddie Cantor
- "Dinah"

Música por Harry Akst
Letras por Sam Lewis y Joe Young
Cantado por Eddie Cantor
- "Kickin' the Gong Around"

Música por Harold Arlen
Letras por Ted Koehler
Cantado por Eddie Cantor
- "Turkey in the Straw"

Tradicional
Jugado en la escena de apertura

## Respuesta crítica
- Una revisión de medios de comunicación escrita está localizada en: En: Boletín de Película Mensual (Reino Unido), Vol. 1, Iss. 8, septiembre 1934, (MG)